# Friedrich Carl Lehr
Friedrich Carl Lehr (* 9. Dezember 1899 in Darmstadt; † 27. Januar 1922 in Berlin) war ein deutscher Schriftsteller.

## Leben
Friedrich Carl Lehr wurde als Sohn des Landgerichtsrats Julius Lehr 1899 in Darmstadt geboren. Er wuchs in Darmstadt auf und besuchte das Ludwig-Georgs-Gymnasium in seiner Heimatstadt. Er gehörte neben Joseph Würth, Ludwig Breitwieser, Karl Roller und Ernst Müller (1900–1916) zu den fünf Gründungsmitgliedern der expressionistischen Vereinigung Die Dachstube. Bereits 1913 gab er eine Schülerzeitschrift „Das Spitzenkleid“ heraus, die allerdings nur in einer einzigen Nummer erschien. Lehr schrieb bereits in früher Jugend Erzählungen und Gedichte. Bis zur 50. Ausgabe des Flugblattes „Dachstube“ war Lehr für den literarischen Inhalt des Flugblattes verantwortlich. Er hielt im Kreise seiner Freunde literarische Referate und rezensierte neu erschienene Bücher.
Nach dem Notabitur 1917 wurde er als Sanitäter eingezogen. Nach dem Ersten Weltkrieg studierte er in Frankfurt am Main, Heidelberg und Berlin Medizin. 
In Berlin heiratete er 1922 die Lyrikerin und Journalistin Sylvia von Harden. Die Ehe dauerte nur wenige Wochen. Ende Januar 1922 erschoss sich Friedrich Carl Lehr vor dem ehemaligen Café Größenwahn in Berlin.